# Jaman Lal Sharma
Jaman Lal Sharma   (Bannu, 6 de febrer de 1936 - Lucknow, 26 d'agost de 2007) fou un jugador d'hoquei sobre herba indi que va competir durant les dècades de 1950 i 1960.
El 1960 va prendre part en els Jocs Olímpics d'Estiu de Roma, on guanyà la medalla de plata en la competició d'hoquei sobre herba. En el seu palmarès també destaca una medalla de plata als Jocs Asiàtics de 1962.
Va morir el 26 d'agost de 2007, als 75 anys, arran de les complicacions derivades d'una caiguda al seu bany. Des del 2008 s'organitza un torneig estatal d'hoquei en memòria seva a Lucknow.